# 173649 Jeffreymoore
173649 Jeffreymoore este o planetă minoră (asteroid) din centura de asteroizi. A fost descoperită pe 26 martie 2001 la Observatorul Național Kitt Peak de Marc Buie⁠(d). 
Obiectul prezintă o orbită caracterizată de o semiaxă mare de 2,5669567825202 UAi, o excentricitate de 0,16751938946915, o înclinație de 3,6510706836699 ° în raport cu ecliptica.